# Fumie

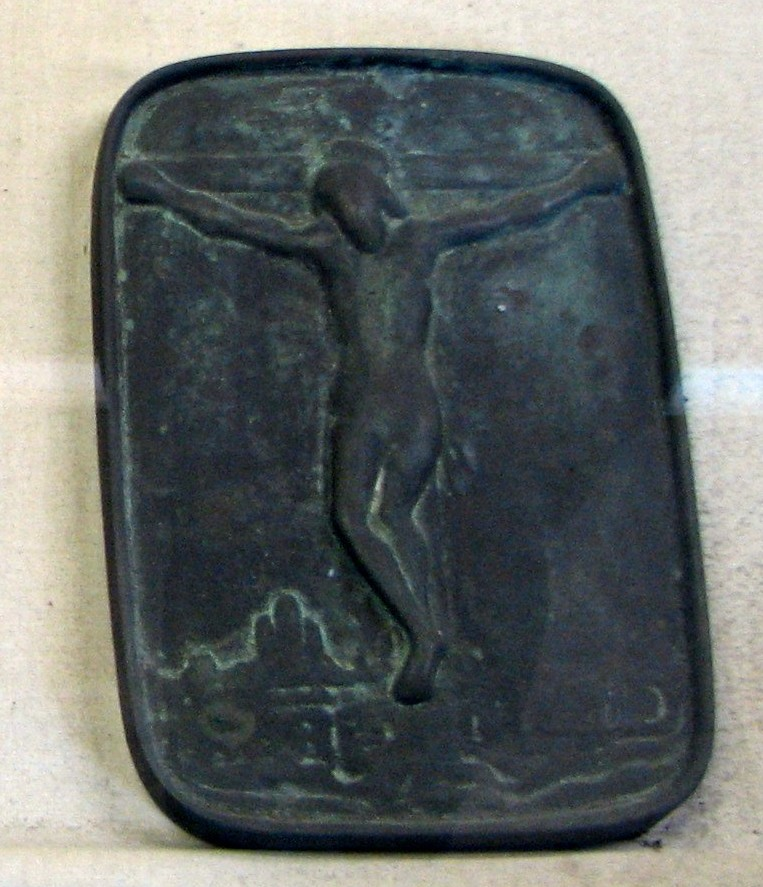
Een fumie van Jezus die gebruikt werd om katholieken en sympathisanten te ontmaskeren

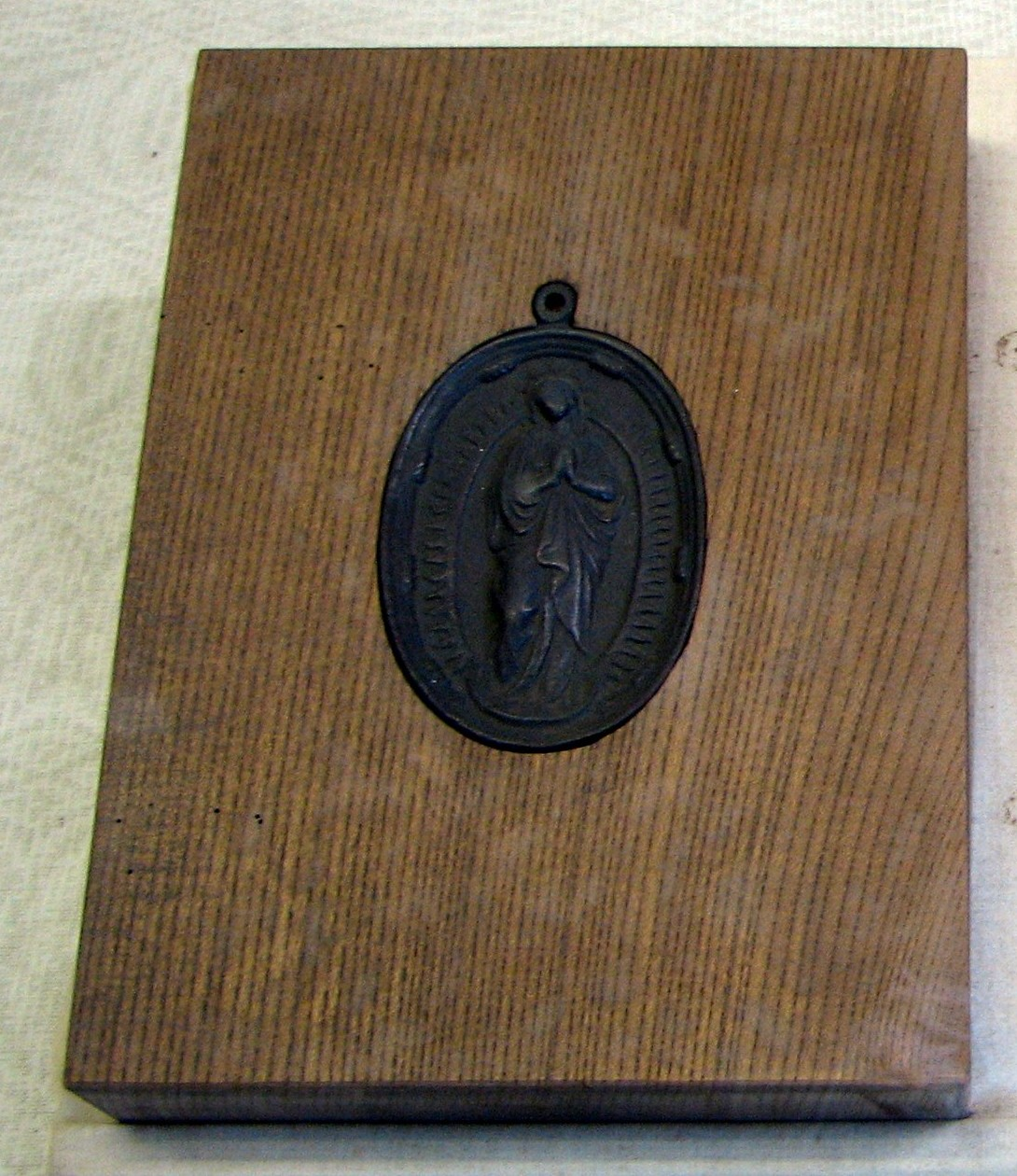
Een fumie van Maria

Een fumie (Japans: 踏み絵, trapprent, samenstelling van fumi [vertrappen] en -e [afbeelding]) was een afbeelding van Jezus of Maria waarop, in opdracht van de religieuze autoriteiten van het Tokugawa-shogunaat van Japan, een van het christelijk geloof verdachte Japanner moest trappen om te bewijzen dat hij geen lid was van deze verboden religie. 
Het gebruik van de fumie begon met de vervolging van christenen in Nagasaki in 1629. Het werd op 13 april 1856 officieel afgeschaft voor zeehavens die open waren voor buitenlanders, maar op andere plaatsen bleef het in gebruik totdat de christelijke leer onder bescherming werd geplaatst tijdens de Meijiperiode. De Japanse regering gebruikte de fumie om praktiserende katholieken en sympathisanten te ontmaskeren. Overheidsfunctionarissen verplichtten verdachte personen op een afbeelding te trappen. Mensen die aarzelden werden ontmaskerd als katholieken en naar Nagasaki gestuurd. Het beleid van de Edo-regering was er op gericht om ze van het katholicisme af te wenden, maar als ze weigerden om hun godsdienst te verlaten, werden ze gemarteld. Als ze dan nog steeds weigerden af te zien van hun geloof, werden zij gedood. Soms vonden executies plaats op Nagasaki's berg Unzen, waar sommigen in de vulkaan werden gegooid.
Een fumie was meestal uit steen gehouwen, maar sommige waren geschilderd of waren houtblok-afdrukken. De meeste, zo niet alle, werken werden met zorg gemaakt en ze toonden de hoge artistieke vaardigheden ten tijde van de Edoperiode. Er zijn zeer weinig fumie overgeleverd, omdat ze zijn weggegooid of hergebruikt voor andere doeleinden.